# Refugie van Sint-Truiden

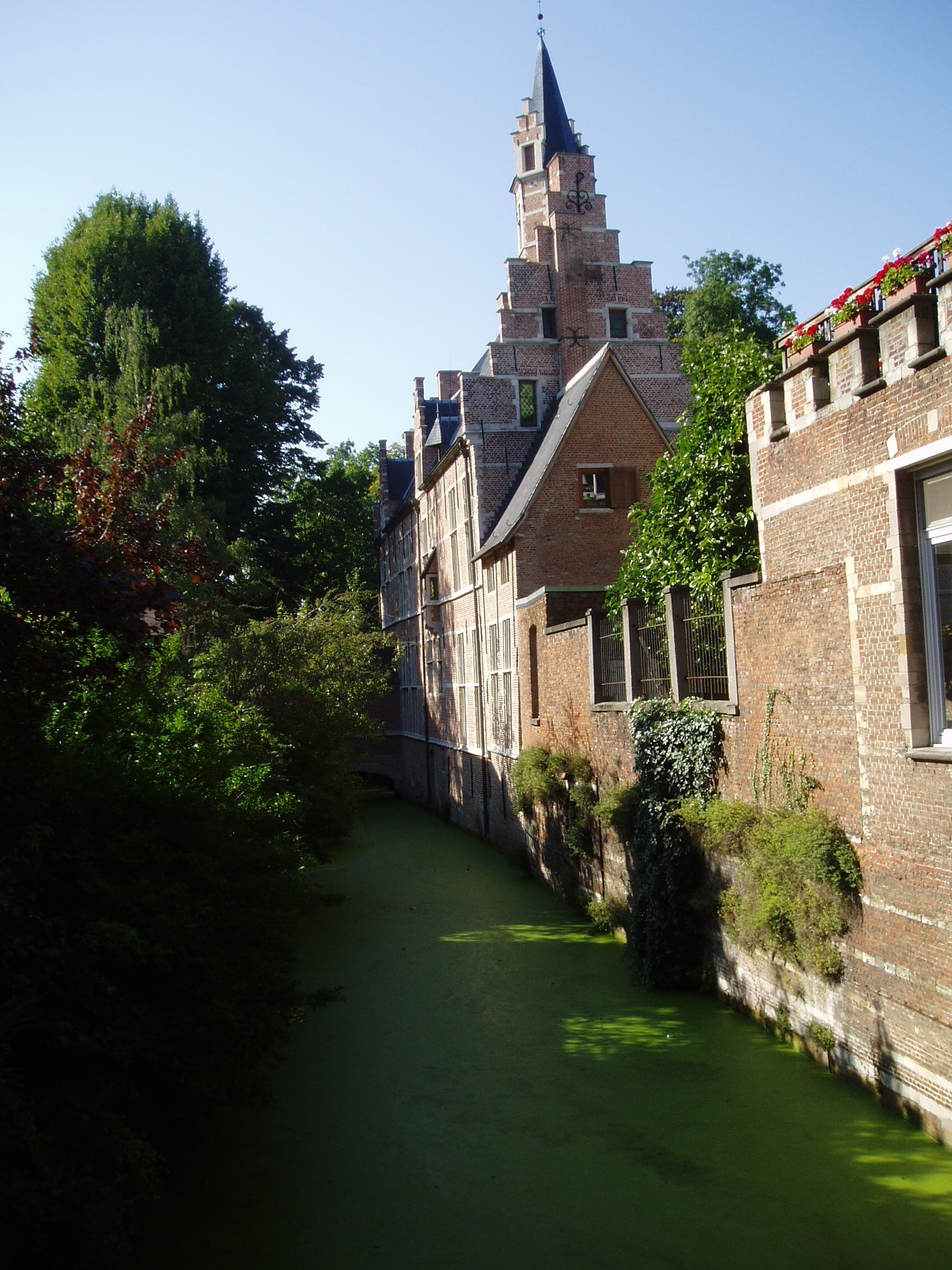

De refugie van Sint-Truiden is een refugehuis van de abdij van Sint-Truiden aan de Schoutetstraat en het 'Groen Waterke' in Mechelen.
In de 16e eeuw liet kanunnik Willem Sarens de woning met toren verbouwen tot stadspaleis, als eigen woning en als refuge voor de benedectijnenabdij van Sint-Truiden, waar zijn broer abt was. In de 17e eeuw werd het pand verkocht, waarna het de woning werd van magistraten van de Grote Raad.
In 1921 kocht de provincie Antwerpen het gebouw. In het gerestaureerde pand zaten het aartsbisschoppelijk archief en later de aartsbisschoppelijke administratie, gezien de nabijheid van het Aartsbisschoppelijk Paleis van Mechelen. Sinds 1938 is het beschermd als monument.

## Afbeeldingen

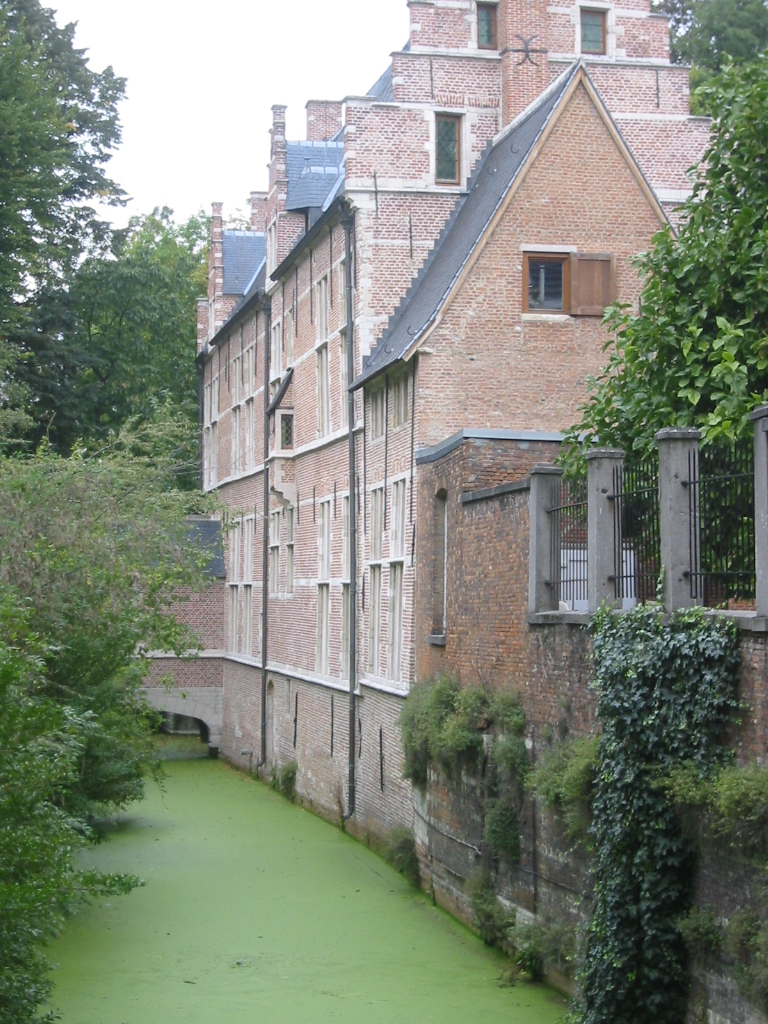
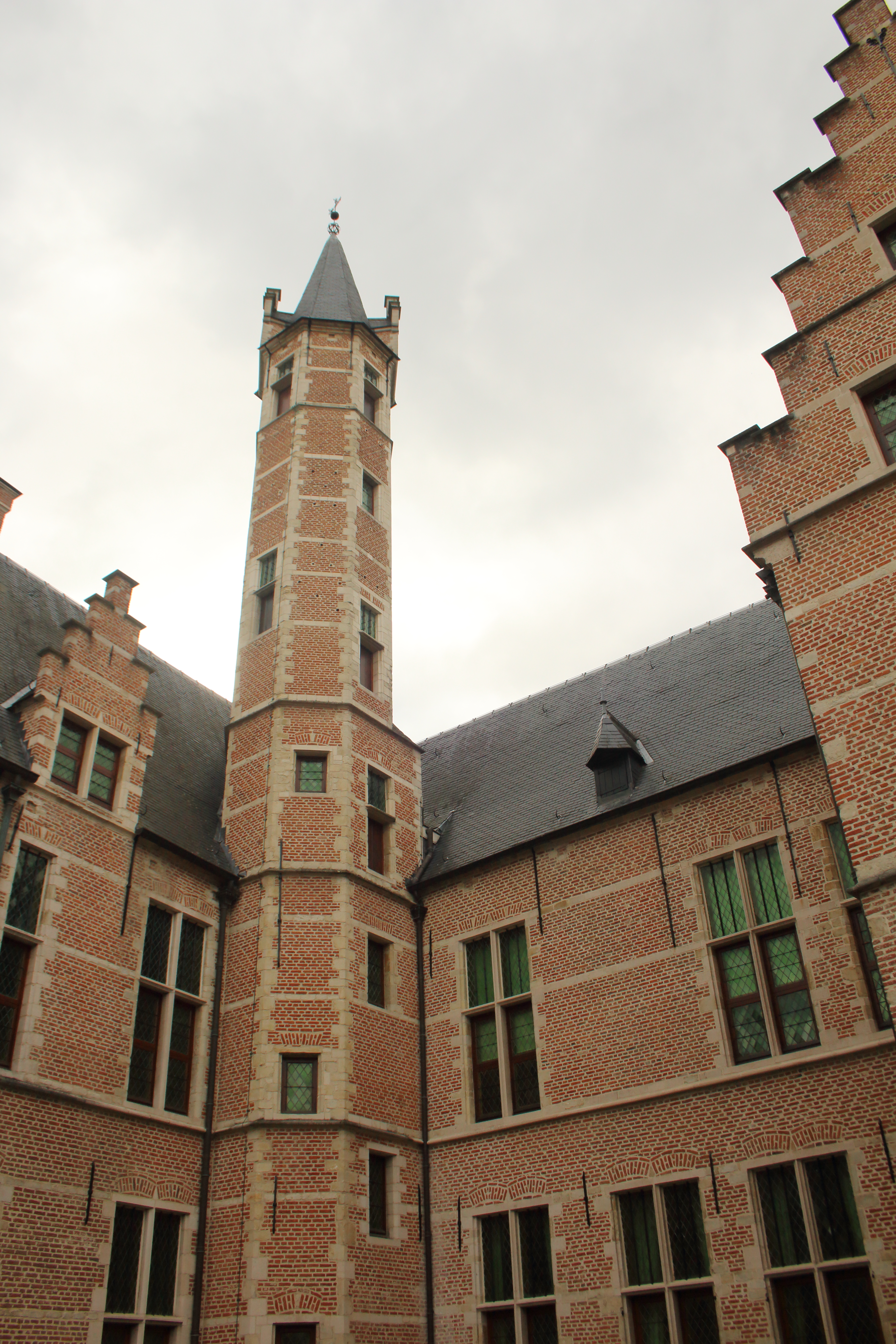
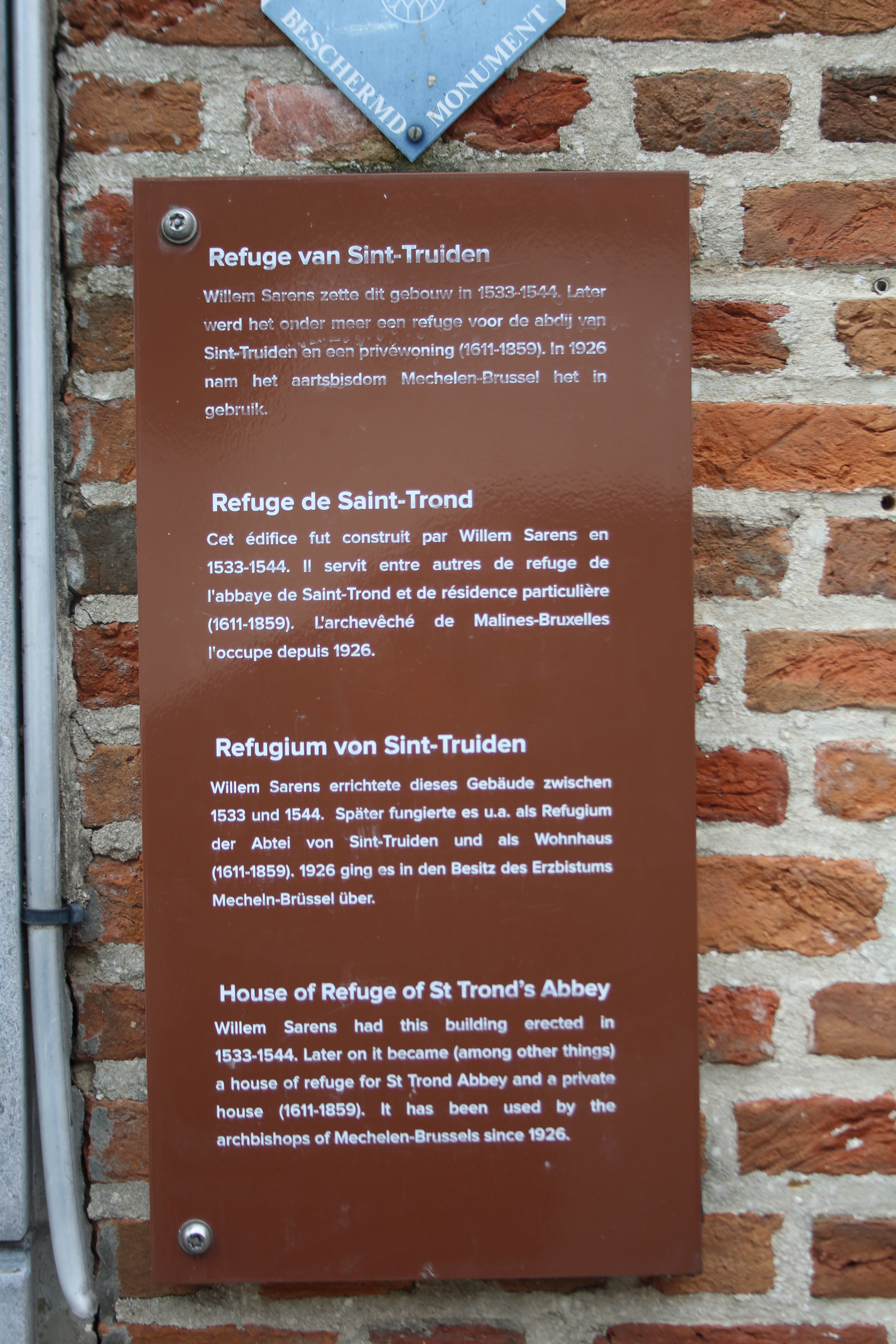
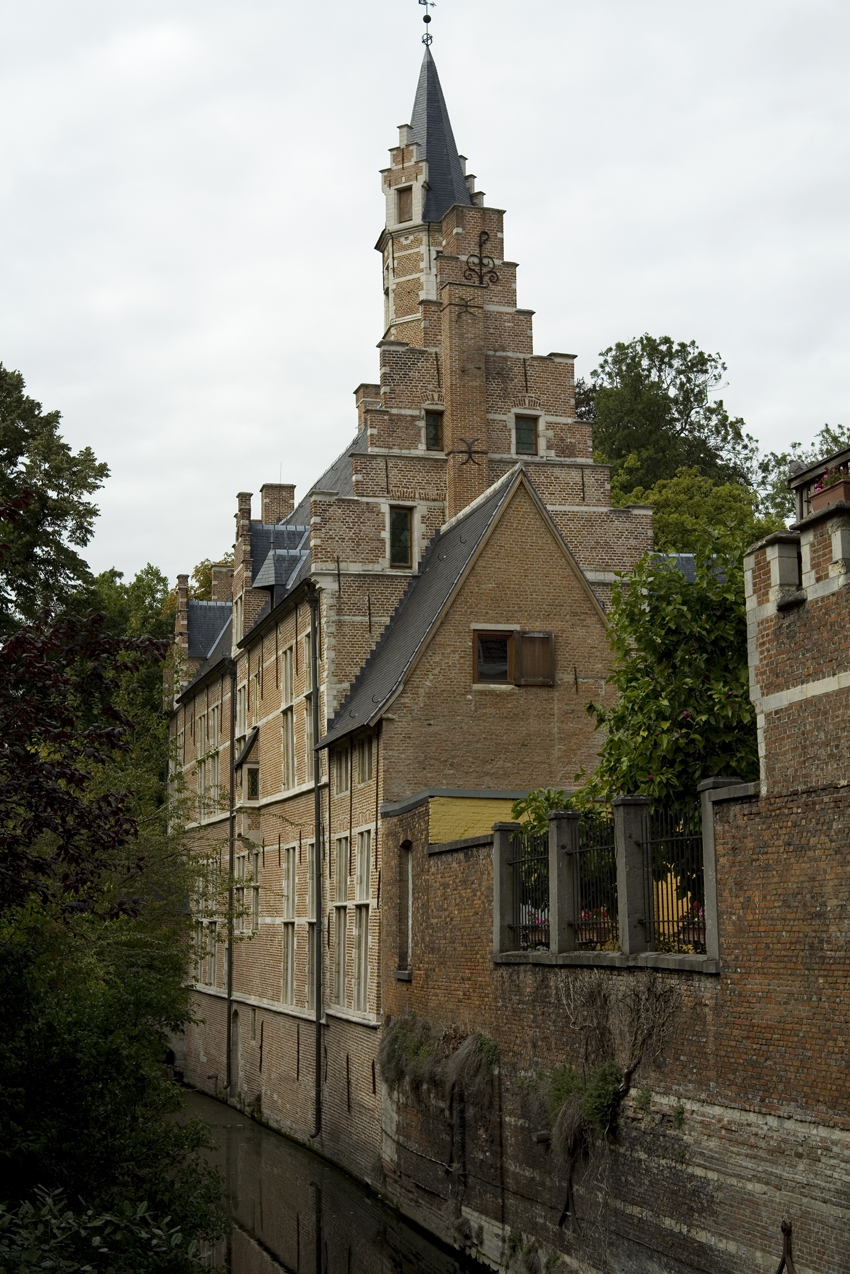